# Borys Michajłowicz
Borys Michajłowicz (ros. Борис Михайлович; zm. ok. 1263) –  uznawany za pierwszego księcia moskiewskiego, który panował od 1248 do 1263, poprzedzając Daniela Moskiewskiego, który jest częściej uważany za pierwszego księcia moskiewskiego. Borys był synem Michała Chrobrego młodszego brata Aleksandra Newskiego, oraz wujem Daniela Moskiewskiego. Ojciec Borysa był w 1248 r. wielkim księciem włodzimierskim, ale Borys nigdy nie otrzymał tego tytułu monarszego. Po śmierci Borysa Daniel Moskiewski przejął władzę nad Księstwem Moskiewskim.